# Гуманітарна допомога

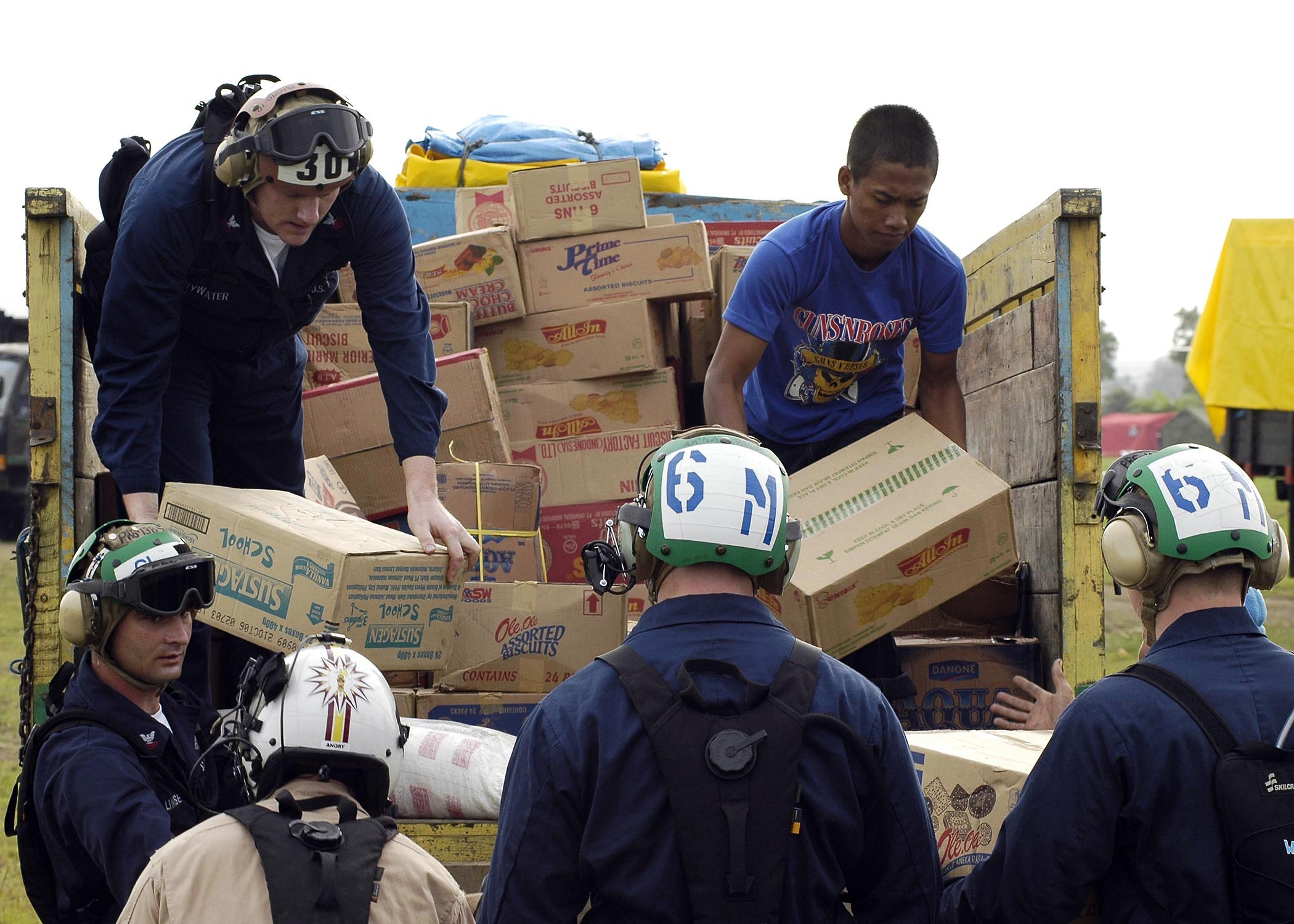
Передача гуманітарної допомоги в Індонезії (2005)

Гуманіта́рна допомо́га — вид безвідплатної допомоги засобами для життя, що безкоштовно поширюються серед населення районів, охоплених гуманітарною катастрофою або тих, що перебувають на її межі. Для умов озброєного конфлікту Міжнародний суд визначив допустиму гуманітарну допомогу як «надання продовольства, одягу, ліків та іншої гуманітарної допомоги, за винятком зброї, систем озброєння, боєприпасів або іншого устаткування, автотранспортних засобів і матеріалів, які можуть бути використані для спричинення серйозних тілесних ушкоджень або стати причиною смерті». Гуманітарна допомога відрізняється від іноземної допомоги своїм терміновим характером і тим, що використовується для полегшення долі жертв стихійних лих. Іноді гуманітарна допомога може бути прихованою формою підкупу місцевого населення або прелюдією до вторгнення.

## Історія

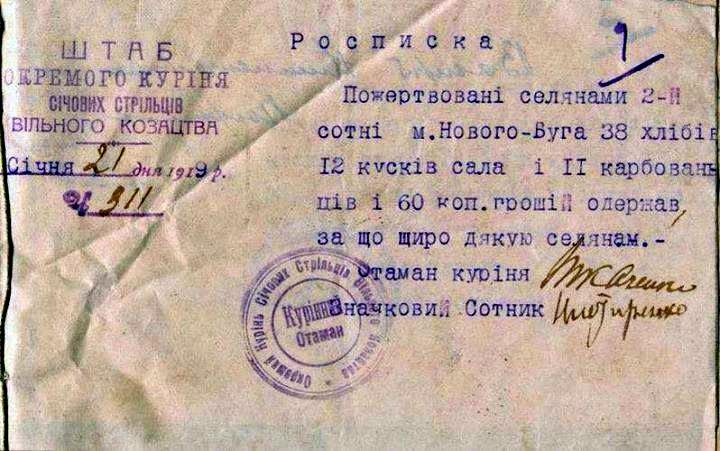
Довідка 1919 року: пожертви українських селян для Січових Стрільців Вільного Козацтва

Принципи гуманітарної допомоги випливають з багатьох систем переконань, як-от концепція християнської благодійності, ісламська традиція закяту та етичні концепції належної поведінки під час війни, створені давніми китайцями (наприклад, «Мистецтво війни»), греками та римлянами. Тож у широкому розумінні гуманітарна допомога нужденним існувала протягом усієї історії людства, часто у вигляді надання їжі чи матеріальної допомоги під час голоду, посухи, стихійного лиха.
Початки організованої міжнародної гуманітарної допомоги можна простежити з XIX століття. Так, Велика Британія допомагала постраждалому населенню на континенті та в Швеції під час Наполеонівських воєн, а міжнародні кампанії допомагали населенню під час Великого ірландського голоду в 1840-х роках. У 1854 році, коли почалася Кримська війна, Флоренс Найтінгейл і її команда з 38-и медсестер створили в Скутарі лікарню на 6 тис. пацієнтів з усіх протиборчих сторін, включаючи австрійських, італійських та французьких солдатів.
У 1859 році Анрі Дюнан, швейцарський бізнесмен і громадський діяч, особисто побачивши скрутне становище поранених солдатів під час битви під Сольферіно, створив принципи гуманітарного руху Червоного Хреста. Перше визначення його діяльності зустрічається в праці Анрі Дюнана 1862 року «Пам'ять про Сольферіно» як обов'язок спеціально навчених волонтерів збирати поранених і хворих солдатів будь-якої країни та піклуватися про них. Дюнан передбачав створення постійних волонтерських товариств для надання допомоги пораненим солдатам, і закликав до прийняття договору, який гарантував би захист поранених солдатів і всіх, хто намагався прийти їм на допомогу. У 1863 році приватне Женевське товариство громадського благополуччя створило постійний підкомітет під назвою «Міжнародний комітет допомоги пораненим у воєнних ситуаціях». 8 та 22 серпня 1864 року воно провело засідання в Женеві, на якому були присутні 16 різних держав, включаючи уряди багатьох країн Європи, Османської імперії, Сполучених Штатів Америки, Бразилії та Мексики. Засідання мало встановити правила майбутніх конфліктів з метою захисту медичних служб та поранених у бою. Там було окреслено нейтральність медичних служб, включаючи лікарні, транспорт швидкої допомоги та пов'язаний з ним персонал, вимогу піклуватися про хворих і поранених під час конфліктів і захищати їх.
Інший приклад у появу міжнародної гуманітарної відбувся у відповідь на голод у Північному Китаї 1876—1879 років, від якого загинуло близько 10 мільйонів людей. Британський місіонер Тімоті Річард звернув на це увагу міжнародної спільноти у Шаньдуні влітку 1876 року і звернувся до іноземної громади в Шанхаї з проханням про збір грошей для допомоги постраждалим. Незабаром був створений Шаньдунський комітет допомоги голодуючим за участю дипломатів, бізнесменів, протестантських і римо-католицьких місіонерів.
У XX столітті у період між двома світовими війнами добровільні установи відіграли провідну роль у допомозі жертвам геноциду вірменів і в боротьбі з голодом в РРФСР на початку 1920-х років. Що стосується Вірменії, то консорціумом установ був утворений Вірменський комітет допомоги Близькому Сходу, який спрямовував їжу та одяг до постраждалих районів, узяв під свою опіку 132 тис. сиріт, а загалом врятував понад 1 млн людей. У 1921 році трирічна посуха вдарила по регіону між Доном та Волгою, важливому для вирощування зернових. До 20 млн людей загрожувала голодна смерть, до того ж поширювалися холера та черевний тиф. У співпраці німецької Arbeiter-Samariter-Bund (ASB) з іншими організаціями з надання допомоги розпочалася одна з найбільших міжнародних гуманітарних заходів XX століття з забезпечення Росії їжею, одягом та ліками для 11 млн людей.

Під час і після Першої світової війни міжнародні гуманітарні неурядові організації та нейтральні країни, що не воювали, стали джерелами гуманітарної допомоги. Протягом усієї війни Данський державний інститут сироватки надавав арміям обох сторін конфлікту вакцини від таких хвороб, як правець. Після Другої світової війни відбулося швидке зростання кількості неурядових організацій (НУО), які займалися гуманітарною допомогою. Протягом 4 років їх було створено понад 200. Допомога зосередилася на так званих країнах третього світу (які не входили ні до НАТО, ні до Радянського блоку). Після закінчення війни цей рух дозволив схвалити Декларацію прав дитини, а пізніше — Конвенцію про права дитини.

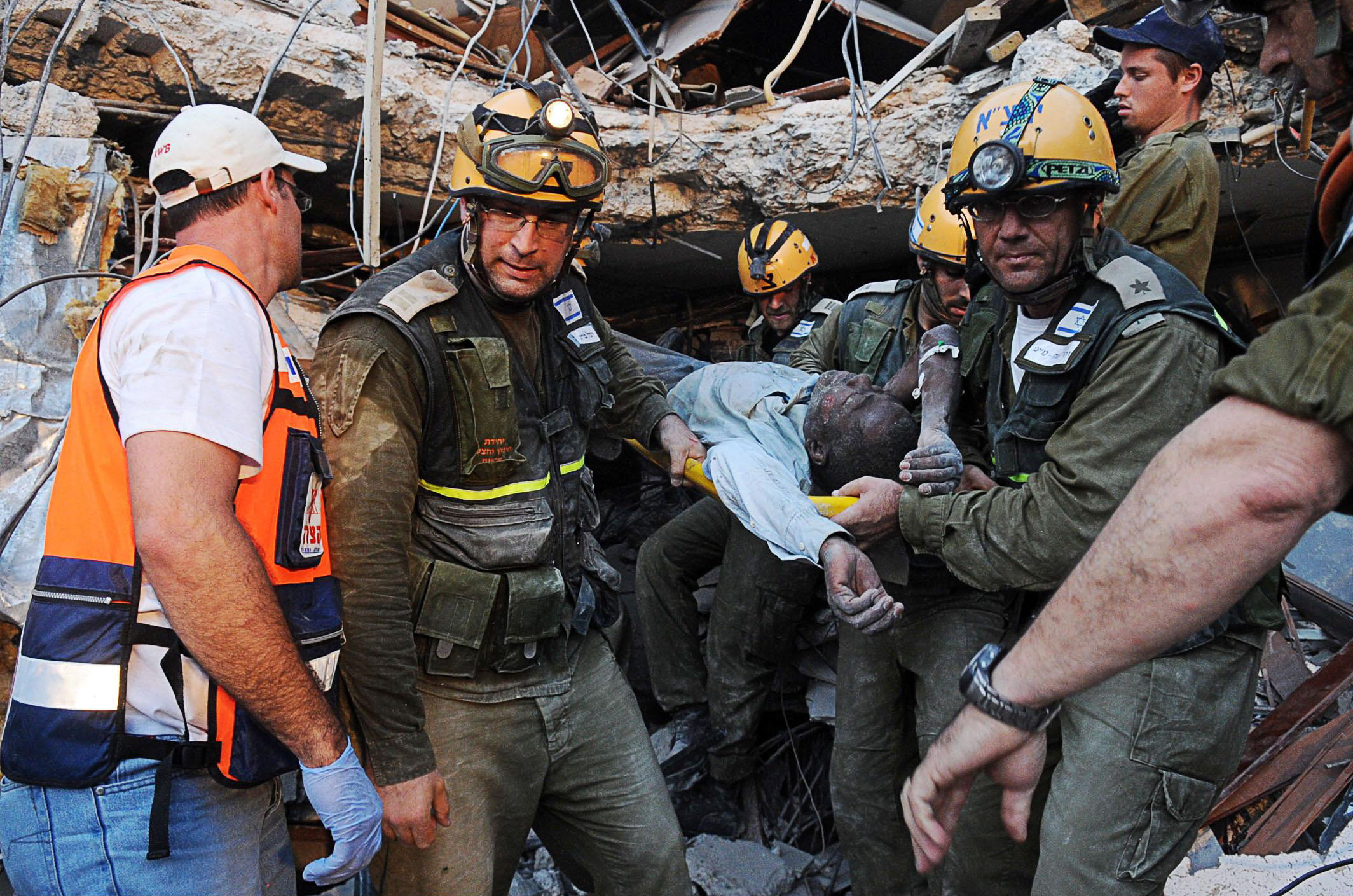
Порятунок постраждалих від землетрусу на Гаїті (2010)

Громадянська війна в Нігерії, що тривала між 1967 та 1970 роками, призвела до голоду в сепаратистському штаті Біафра. Це був перший голод, який широко висвітлювався на телебаченні. Зусиллями ірландських католицьких місіонерів, медичних працівників і пропагандистів Біафри було організовано безпрецедентний збір пожертв з Європи та Північної Америки. Добровольці створили програму авіаперевезення гуманітарної допомоги та її масового розповсюдження на території Біафри. Ці дії критикувалися як підстава для затягування конфлікту в Нігерії, але поклали початок організованій неурядовій гуманітарній допомозі між народами.
Лише у 1980-х роках глобальне висвітлення новин і відгуки знаменитостей стали задіюватися, щоб стимулювати широкомасштабну державну допомогу від голоду та інших лих у відповідь на катастрофи по усьому світі. Так, голодомор 1983—1985 років в Ефіопії спричинив понад 1 мільйон смертей і був задокументований новинною групою BBC. Благодійний фестиваль Live Aid 1985 року, очолюваний Бобом Гелдофом, спонукав мільйони людей на Заході пожертвувати гроші та закликати свої уряди брати участь у наданні допомоги від голоду в Ефіопії. Частина виручених коштів також була направлена на постраждалі від голоду райони Еритреї.
За останні 15 років різко зріс обсяг допомоги іноземним державам, що стали жертвами різного роду лих, який проходить через неурядові організації (НУО). У 1970 році частка державного сектора в бюджетах НВО становила всього 1,5 %. До середини 1990-х років вона досягла 40 % і продовжувала зростати. З-поміж найбільших акцій НУО з гуманітарної допомоги: порятунок кхмерських біженців, які тікали від режиму Пол Пота в Камбоджі 1975—1979 року, протидія геноциду в Руанді 1994 року. Водночас війна в Югославії 1990-х років показала необхідність сильних політичних рішень для організації діяльності гуманітарних організацій. Землетрус на Гаїті 2010 року та цунамі 2011 року в Японії продемонстрували, що масштаби цих катастроф неможливо подолати за допомогою тодішнього рівня гуманітарних ресурсів.
Норвезький дипломат Ян Егеланд 2004 року здійснив реформу, що привела до створення системи гуманітарних кластерів, покликаної покращити координацію між гуманітарними організаціями, які працюють над спільними питаннями.
Перший глобальний саміт з гуманітарної дипломатії відбувся у 2016 році в Стамбулі, Туреччина, за ініціативою Генерального секретаря Організації Об'єднаних Націй Пан Гімуна. Він залучив учасників з урядів, організацій громадянського суспільства, приватних організацій та груп, які постраждали від гуманітарних лих. Питання, які були обговорені, включали: запобігання та припинення конфліктів, управління кризами та фінансування допомоги.

## Види гуманітарної допомоги

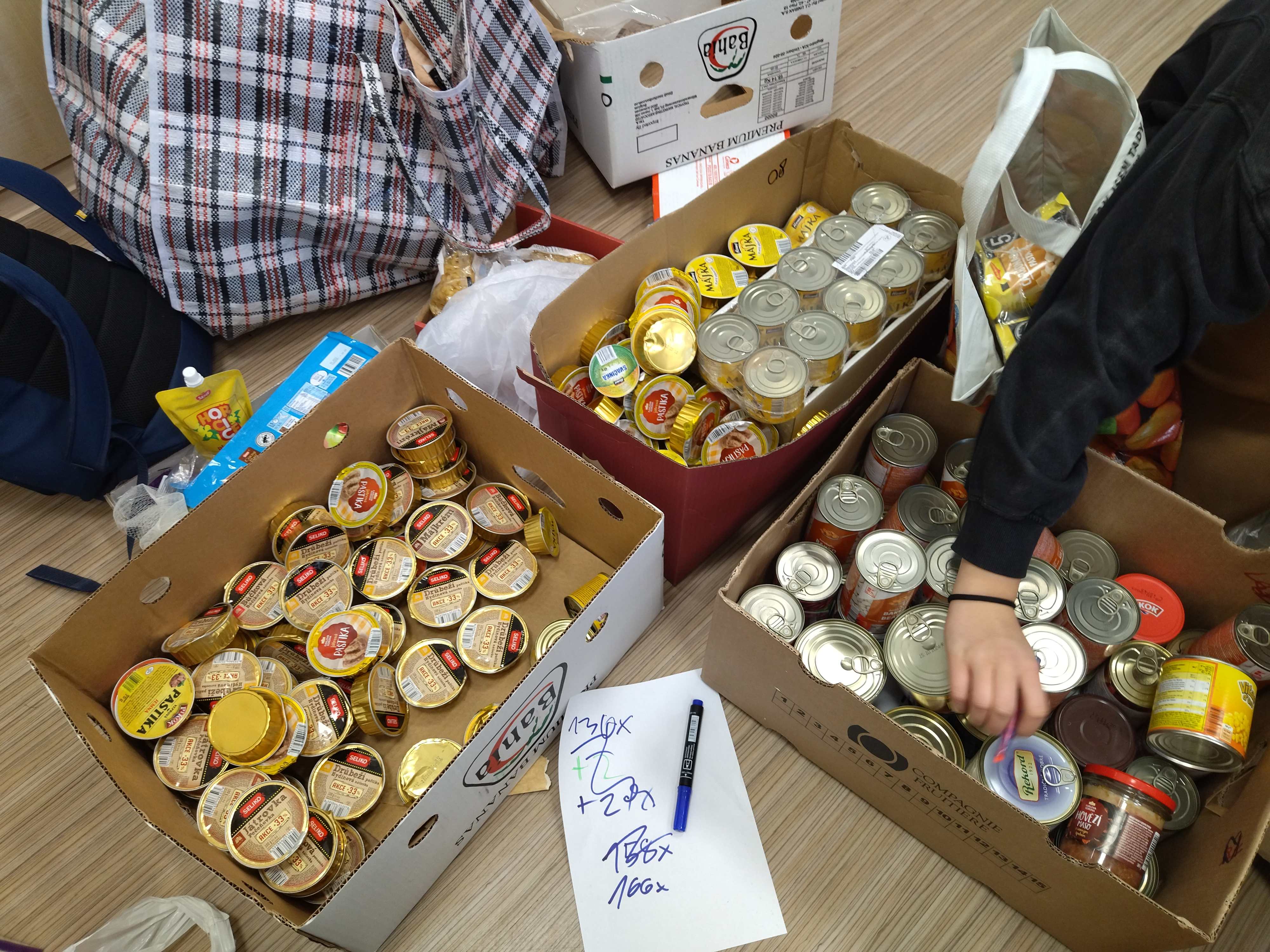
Гуманітарна допомога, зібрана для допомоги постраждалим від російського вторгнення в Україну

- Притулок — один з найважливіших аспектів гуманітарної допомоги, що полягає в забезпеченні потерпілих житлом, як-от намети чи готельні номери. Притулок не лише захищає від несприятливої погоди чи поширення хвороб, а також забезпечує соціально прийнятне середовище життя, підтримує людську гідність. Потребу в притулку відчувають мільйони людей: до кінця 2020 року кількість внутрішньо переміщених осіб у всьому світі досягла 55 млн, з них 48 млн втекли від конфліктів і насильства, а 7 млн — від природних катастроф. Базовий притулок часто лишається єдиним домом людей протягом багатьох років і слугує фундаментом для майбутньої розбудови поселень[27][28].
- Харчування — може включати як самі продукти харчування, так і насіння рослин, системи поливу, худобу, загородження. Згідно з Глобальним звітом про продовольчі кризи за 2021 рік, до кінця 2020 року понад 155 млн людей у 55 країнах потребували невідкладної допомоги в їжі. Продовольчі кризи підігріваються конфліктами, кліматичними потрясіннями та економічною нестабільністю[27][29].
- Вода — вода та системи водопостачання й очистки. Очікується, що через зміну клімату та урбанізацію кількість людей, які не мають доступу до чистої води, до 2025 року досягне 2 млрд людей[30].
- Санітарія — належні санітарні умови, зокрема туалети та засоби гігієни, попереджають поширення хвороб. Санітарія невіддільна від водопостачання, складаючи систему гуманітарної допомоги WASH (Water, sanitation, and hygiene, Вода, санітарія та гігієна). Підставою є те, що саме системи водопостачання та водовідведення часто виявляються пошкоджені, зруйновані або відсутні в місцях стихійних лих чи воєн, що сприяє поширенню хвороб через неякісну воду або її відсутність. Особливо вразливою категорією є діти. За даними ООН, понад 700 дітей у віці до 5 років щодня помирають через небезпечну воду або погані санітарні умови[30].
- Медична допомога — допомога медикаментами, послугами, фахівцями. Адже зміна клімату, зростання населення, масова міграція та поява стійких мікроорганізмів, перешкоджають загальному охопленню населення послугами охорони здоров'я. Половина населення світу не має доступу до пакету основних медичних послуг. Ослаблені або зруйновані системи охорони здоров'я посилюють проблему, особливо в умовах тривалих конфліктів, коли медичні заклади та медичні працівники зазнають нападів. Понад 80 % епідемій стаються в регіонах, охоплених конфліктами[31].
- Освіта — переривання або відсутність освіти настільки ж серйозні, як і інші проблеми, хоча освіта розглядається в довгостроковій перспективі. 260 млн дітей по світу не ходять до початкової та середньої школи. Серед дітей-біженців лише 77 % навчаються в початковій і 31 % у середній школі[27][28].

## Найбільші надавачі гуманітарної допомоги

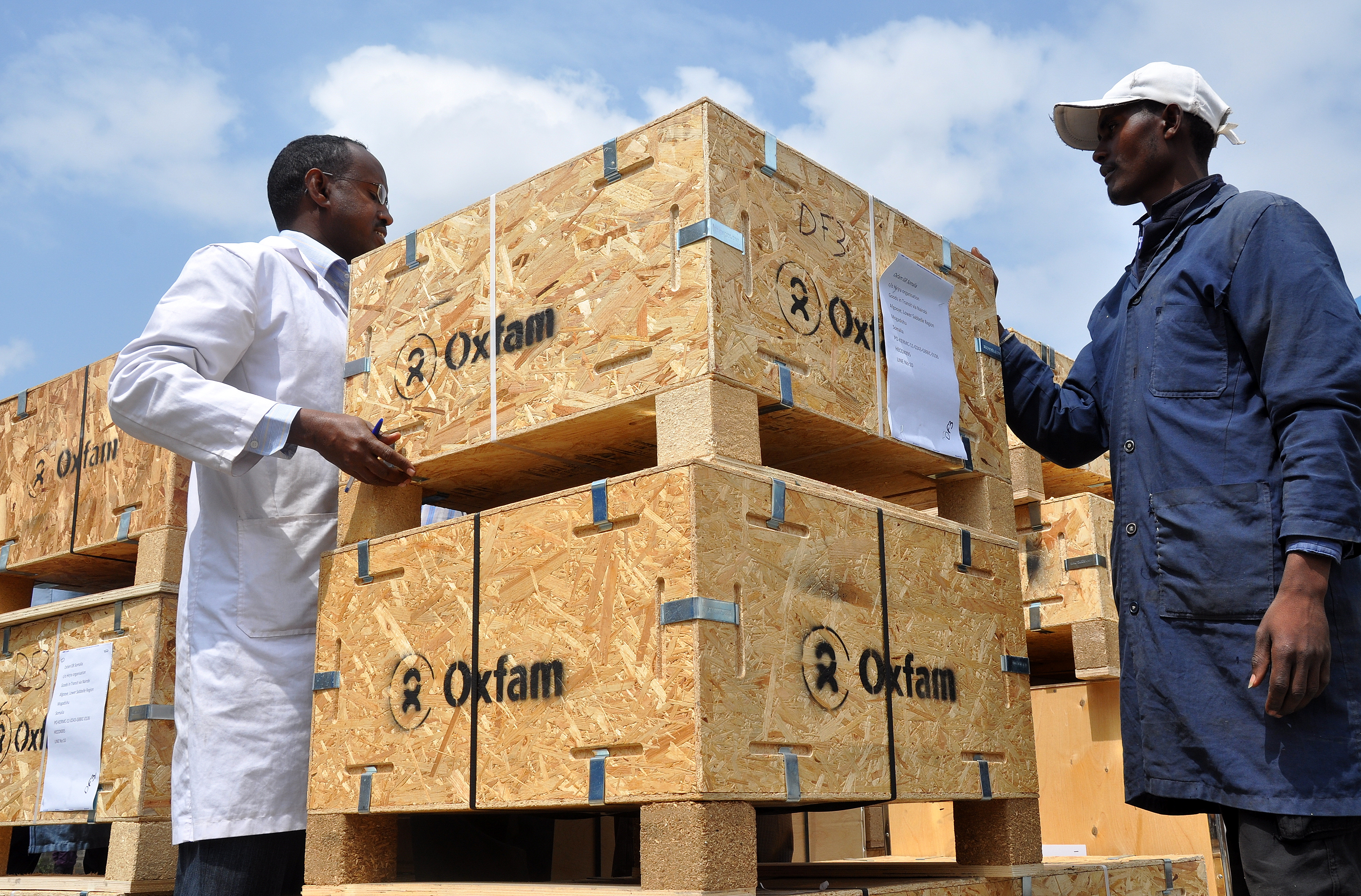
Гуманітарна допомога Oxfam у Східній Африці (2011)

- Дії проти голоду (Action Against Hunger) — спрямована на боротьбу з недоїданням у дітей, також надає громадам доступ до безпечної води та забезпечує продовольчу безпеку.
- Співпраця для повсюдної підтримки та допомоги (Cooperative for Assistance and Relief Everywhere, CARE) — присвячена боротьбі з бідністю, порятунку життя та досягнення соціальної справедливості.
- Лікарі без кордонів (Doctors Without Borders) — складається в основному з лікарів і медичних працівників, які надають допомогу населенню, постраждалому від природних катастроф і збройних конфліктів.
- Міжнародний медичний корпус (International Medical Corps) — надає першу медичну допомогу та невідкладні медичні служби.
- Ісламська всесвітня допомога (Islamic Relief Worldwide) — незалежна гуманітарна організація та організація розвитку, представлена в понад 40 країнах по всьому світу.
- Міжнародний комітет порятунку (International Rescue Committee, IRC) — гуманітарна організація, заснована з ініціативи Альберта Ейнштейна. Надає невідкладну допомогу особам, переміщеним через війну, переслідування чи стихійні лиха.
- Міжнародний комітет Червоного Хреста — допомагає людям, які постраждали від конфліктів та збройного насильства, і просуває закони, які захищають жертв війни.
- Міжнародна Федерація Товариств Червоного Хреста і Червоного Півмісяця — здійснює операції з надання допомоги постраждалим від катастроф у поєднанні з подальшим розвитком.
- Оксфам (Oxfam International) — працює над створенням рішень для боротьби з бідністю, використовуючи програми сталого розвитку, громадську освіту, гуманітарні кампанії, адвокацію та гуманітарну допомогу.
- Refugees International — виступає за порятунок і захист переміщених людей і сприяє розв'язанню криз переселенців.
- Всесвітня допомога євреям (World Jewish Relief) — гуманітарне агентство британської єврейської громади Єврейська бідність (Jewish poverty), насамперед на території колишнього СРСР.
- World Vision International — глобальна християнська організація допомоги, розвитку та адвокації, яка працює з дітьми, сім'ями та громадами, щоб подолати бідність і несправедливість[32].

## Гуманітарна допомога ООН

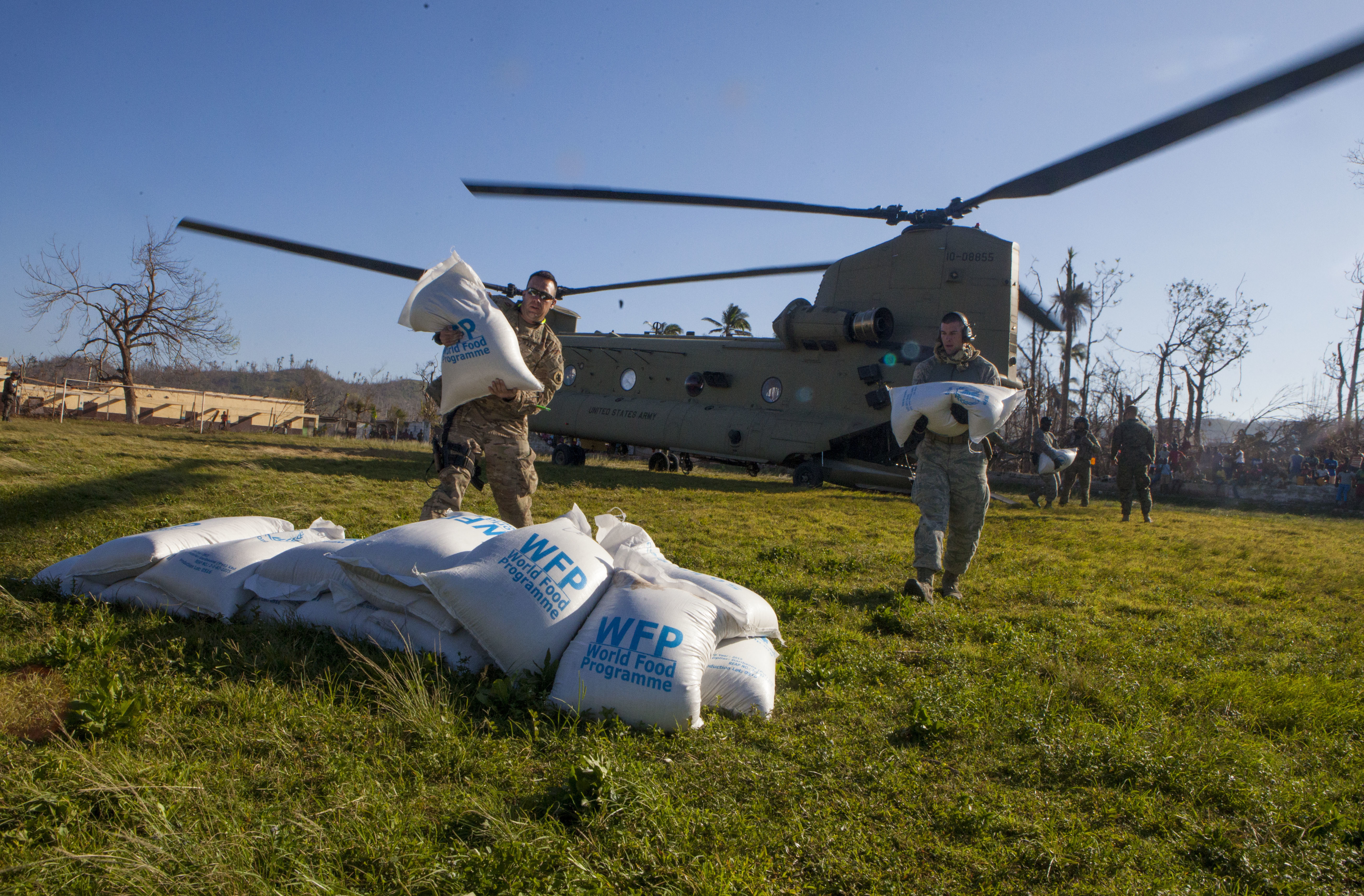
Розвантаження допомоги постраждалим від урагану Метью (2016)

В ООН створено спеціальне Офіс ООН з координації гуманітарних питань. У 2008 році започатковано Всесвітній день гуманітарної допомоги.
Всесвітня продовольча програма ООН є найбільшою у світі гуманітарною організацією з надання надзвичайної продовольчої допомоги. У 2006 році продовольча допомога була надана нею 87,8 мільйонам осіб, у тому числі 56 мільйонам голодуючих дітей — у 78 країнах.
Дитячий фонд ООН (ЮНІСЕФ) спрямовує свої зусилля на задоволення потреб дітей у кризових ситуаціях.
Центральний фонд реагування на надзвичайні ситуації (СЕРФ) був заснований ООН у 2005 році. Він забезпечує адресне спрямування коштів у мережі міжнародних організацій, що займаються наданням допомоги.